# 病毒謊言
病毒謊言是指在網絡上使用電子郵件向收件者預告某種虛偽或根本不存在的電腦病毒在蔓延當中，該種訊息亦會同時指示收件者將訊息轉寄（Forward）給其他人，形成一種連鎖式郵件。

## 特徵
要從電子郵件中分判出病毒謊言郵件並不困難，因為在郵件內容中，信件內容常會指病毒會造成「不堪設想」的後果，例如會令訛稱能使整台電腦燒毀，亦會宣稱信件內容為引用或由一些較著名的組織如微軟、IBM等。信件內容亦會使用吸引收件者的措辭及非常鼓勵收件者將信件繼續轉寄出去。

## 風險
此類型的郵件一般上來說並不會有任何對電腦的損害，但亦有部分病毒謊言會建議收件者將電腦上重要的系統檔案刪除，使收件者的作業系統運作受影響。

## 惡作劇程式
病毒謊言與惡作劇的程式不相同，惡作劇程式是會為使用者帶來煩惱及運行不預期的工作的軟件，例如程式會隨機地移動滑鼠游標。

## 解決方法
許多防毒軟件一致地認為使用者將郵件刪除比去將郵件繼續轉寄下去更好，McAfee曾發表過：「我們正在勸告使用者絕對不應該將郵件轉寄，因為這樣會令詐騙的電子郵件繁殖下去。」 （页面存档备份，存于）

## 外部連結
- A Virtual Card For You Hoax (英文) （页面存档备份，存于） McAfee